# Izalzu
Izalzu (Itzaltzu) település Spanyolországban, Navarra autonóm közösségben. Izalzu Ochagavía községgel határos. Lakosainak száma 38 fő (2024).

## Népesség
A település népessége az elmúlt években az alábbi módon változott:
| Lakosok száma | 47   | 47   | 47   | 46   | 49   | 50   | 50   | 40   | 38   | 38   |
|               | 2001 | 2004 | 2006 | 2009 | 2011 | 2014 | 2016 | 2019 | 2021 | 2024 |